# キンディア州
キンディア州（キンディアしゅう、フランス語: La région de Kindia）は、ギニア共和国の州。州都はキンディア。キンディア州は、北でボケ州、西でコナクリ州、東でマムー州、北東でラベ州と州境を接している。また、南ではシエラレオネと国境を接している。ギニアでは3つしかない海岸線を持つ州のひとつ。

## 隣接州
- ボケ州
- ラベ州
- マムー州
- 北西部州 (シエラレオネ)
- コナクリ州

## 下部行政区画
キンディア州は5つの県に分けられる。

### 県(préfecture)
- コヤ県（英語版）(La préfecture de Coyah)
- ドゥブレカ県（英語版）(La préfecture de Dubréka)
- フォレカリア県（英語版）(La préfecture de Forécariah)
- キンディア県（英語版）(La préfecture de Kindia)
- テリメレ県（英語版）(La préfecture de Télimélé)